# Kamakura
Kamakura (Japonès: 鎌倉市) és una ciutat i municipi de la prefectura de Kanagawa, a la regió de Kanto, Japó i aproximadament a 50 km al sud-sud-oest de Tòquio.
L'1 de maig de 2008, la ciutat tenia una població estimada de 173.575 persones i una densitat de població de 4.324,27 persones per km². L'àrea total és 39.60 km².
Li fou atorgat el títol de ciutat el 3 de novembre de 1939.

## Descripció
Vorejada per muntanyes i per la Badia de Sagami, Kamakura és una fortalesa natural. Durant el perídode Heian fou la capital de la regió de Kantō, i durant els segles XII a XIV els shoguns del clan Minamoto van dirigir el Japó des d'allí durant el Shogunat Kamakura.
Kamakura és actualment coneguda pels seus temples i santuaris. Kotokuin, amb la seva monumental estàtua de bronze de Buda, és el més conegut. Un tsunami durant el segle xv va destruir el temple que en aquells moments hostatjava el Gran Buda, però l'estàtua va sobreviure i ha estat a l'exterior des de llavors. Altres atraccions de la ciutat són els temples zen de Kenchō-ji i Engaku-ji; el Tokei-ji (refugi de les dones que volien divorciar-se dels seus marits); el temple Tsurugaoka Hachiman; el Kaikōzan Hase-dera, un antic temple Kuan Yin; les tombes de Minamoto no Yoritomo i Hōjō Masako; i el Kamakura-gu on el Príncep Morinaga fou executat.
Kamakura compta amb una platja molt popular a causa de la seva proximitat a Tòquio, que complementa la visita dels temples. La ciutat compta amb nombrosos restaurants i altres instal·lacions turístiques.
Kamakura és la terminal del Ferrocarril Elèctric d'Enoshima, conegut a la zona com l'Eno-den. Aquest carrilet va paral·lel a la línia de mar fins a Fujisawa.

## Demografia
| 1920    | 1930    | 1940    | 1950    | 1960   | 1970    | 1980    |
| ------- | ------- | ------- | ------- | ------ | ------- | ------- |
| 29.692  | 42.206  | 56.598  | 85.391  | 98.617 | 139.249 | 172.629 |
| 1990    | 2000    | 2010    | 2020    | 2030   | 2040    | 2050    |
| 174.307 | 167.583 | 174.354 | 172.763 | -      | -       | -       |

## Transport

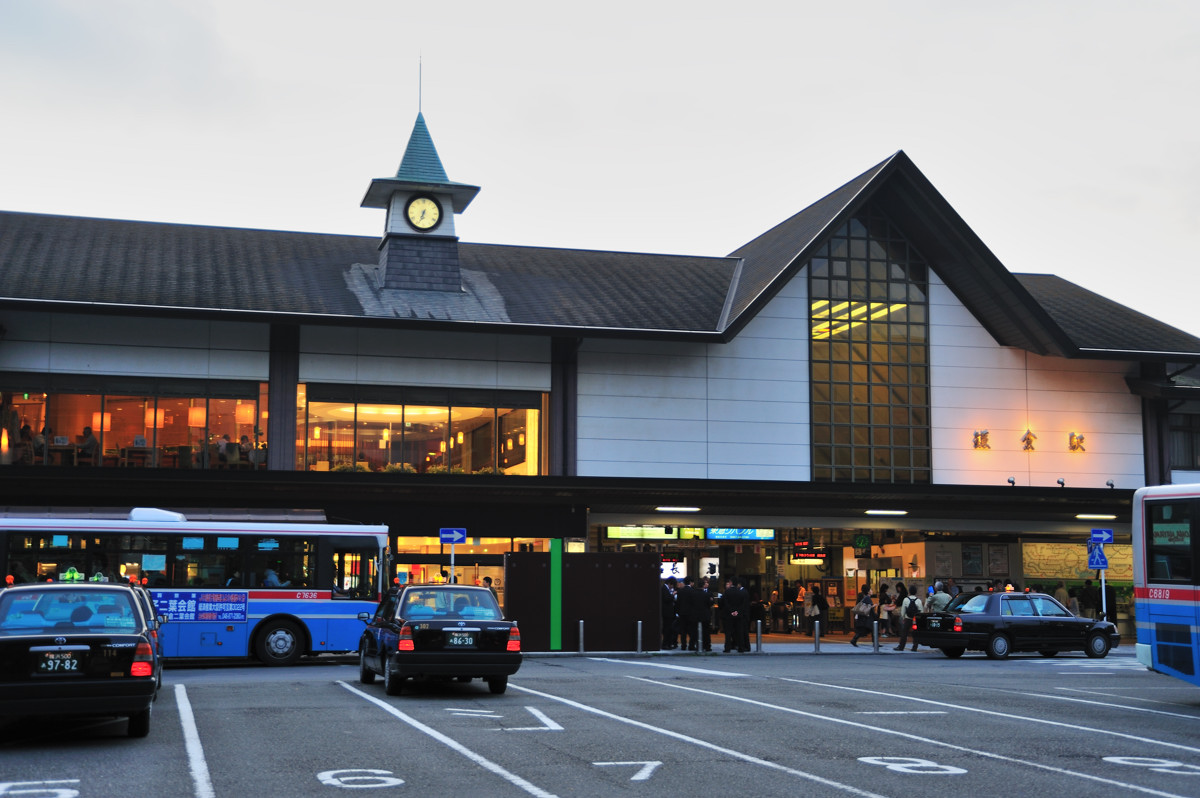
Estació de Kamakura (JR)

### Ferrocarril
- Companyia de Ferrocarrils del Japó Oriental (JR East)
  - Ōfuna - Kita-Kamakura - Kamakura
- Monocarril de Shōnan
  - Ōfuna - Fujimichō - Shōnan-Machiya - Shōnan-Fukasawa - Nishi-Kamakura - Kataseyama
- Ferrocarril Elèctric d'Enoshima (Enoden)
  - Koshigoe - Kamakurakōkō-mae - Shichirigahama - Inamuragasaki - Gokurakuji - Hase - Yuigahama - Wadazuka - Kamakura

### Carretera
- Nacional 134

## Agermanaments
Els municipis agermanats amb Kamakura són els següents:
- Niça, Provença-Alps-Costa Blava, França. (1966)[4]
- Ueda, prefectura de Nagano, Japó. (1979)
- Hagi, prefectura de Yamaguchi, Japó. (1979)
- Ashikaga, prefectura de Tochigi, Japó. (1982)
- Dunhuang, província de Gansu, RPX. (1998)
- Nashville, Tennessee, EUA. (2014)